# Okay (Oklahoma)
Okay – miasto w Stanach Zjednoczonych, w stanie Oklahoma, w hrabstwie Wagoner.